# Frankrikes MotoGP 2005
Frankrikes MotoGP 2005 var ett race som var den fjärde av sjutton deltävlingar i Roadracing-VM 2005 och kördes på Circuit Bugatti utanför Le Mans 13 -15 maj 2005.

## MotoGP
Valentino Rossi och Sete Gibernau hade ännu en gång en hård kamp om segern. Vad få personer anade var att det skulle vara en av de den sista, då Gibernau sedan tappade formen. Rossi vann med 0.4 sekunder före spanjoren. Colin Edwards tredjeplats gjorde att Gauloises Yamaha fick två förare på pallen.

### Resultat
| Placering | Förare              | Märke    |
| --------- | ------------------- | -------- |
| 1         | Valentino Rossi     | Yamaha   |
| 2         | Sete Gibernau       | Honda    |
| 3         | Colin Edwards       | Yamaha   |
| 4         | Marco Melandri      | Honda    |
| 5         | Max Biaggi          | Honda    |
| 6         | Nicky Hayden        | Honda    |
| 7         | Loris Capirossi     | Ducati   |
| 8         | Shinya Nakano       | Kawasaki |
| 9         | Toni Elías          | Yamaha   |
| 10        | Troy Bayliss        | Honda    |
| 11        | Olivier Jacque      | Kawasaki |
| 12        | Rubén Xaus          | Yamaha   |
| 13        | Kenny Roberts Jr    | Suzuki   |
| 14        | Jurgen vd Goorbergh | Honda    |
| 15        | Roberto Rolfo       | Ducati   |